# 何九說
何九說（？—1645年），字兄悌，泉州府晉江縣人，明朝、南明政治人物。

## 生平
何九說是尚書何喬遠的兒子、何九雲的弟弟。最初擔任太常典簿，樂舞者每月耗糧二千，他就詳細考核，淘汰數百人，每年節省祿米數百石。不久改任太僕丞，寺內倉庫儲存的邊境軍需，他都原樣交付，沒有侵佔；再轉任南京戶部河南司主事，監督水兌。以前南方糧食解役，有監候多年度不給予通關，何九說就隨收隨給，積欠的則呈堂免除擔保，押回各州縣補役，自此解役者不至於在南獄死去。很快朝廷陞他為員外郎，分司水酒門，只取常額，商人都感激他。他上疏請求淘汰孝陵二千名衛軍，又指出指揮千百戶聚眾賭博，浪費祿米，就在他們當中選擇，鼓起他們勇氣，再外任永昌知府。
北京失守，何九說上表：「大臣最初誤國欺君，最後榮家賣國，乞求尊崇儒家從祀，才可以撥亂反正。」推舉公論最嚴謹的曹端、吳與弼、蔡清三人。他在戶部最為聰敏練練，堂官多注視他，有事必定諮詢。到他署任數職，唯獨鑄務為小人誤導，幾乎耗費到無法償還，幸好所給散與各軍兵，戶、兵二部核實得無害。弘光元年（1645年）春天，他才出發到雲南，不久在任內去世。

## 引用
1. 1 2  錢海岳《南明史·卷三十五·列傳第十一》：何九說，字兄悌，晉江人。尚書喬遠子，九雲弟。任太常典簿，樂舞生糜月廩者二千，加意甄別，汰數百人，歲省米百若干石。遷太僕丞，寺庫所貯邊儲，依原解交發，一無所染。改南京戶部河南司主事，監水兌。先南糧解役，有監候數年不給通關者，隨收隨給，有挂欠則陳堂蠲保，押回各州縣完補，自是解役不至楚斃南獄。陞員外郎，分司水酒門，惟取足常額，商人德之。疏請汰孝陵衛軍二千人。又以指揮千百戶安坐奸賭，虛費廩祿，就中選擇，鼓其勇氣。出為永昌知府。
2. ↑  錢海岳《南明史·卷三十五·列傳第十一》：北京亡，上言：「臣子始以誤國欺君，終以榮家賣國，乞崇儒從祀，為撥亂反正之圖。」舉公論最覈者曹端、吳與胤、蔡清三人。其在曹郎，最敏練，堂官多屬目，凡事必咨之。至署數篆，獨以鑄務為宵人所誤，幾耗乏不能償，幸所給散諸軍兵，戶、兵二部覈實得無害。弘光元年春，始赴雲南，未幾卒於官。